# Ogle
Ogle ist ein unter der freien Lizenz GPL stehender DVD-Spieler für Linux, FreeBSD, NetBSD, OpenBSD und Solaris. Ogle war der erste Open-Source-DVD-Spieler, der auch die Menüs in DVD-Filmen unterstützt, und gehörte neben MPlayer, Xine und VideoLan zu den bekanntesten DVD-Spielern für Linux. Er spielt ausschließlich DVDs und keine sonstigen Videos, die etwa im AVI-Format vorliegen.
Die erste öffentliche Version war Ogle 0.7.0 im Jahr 2001. Mittlerweile wurde das Projekt eingestellt. Die letzte stabile Version ist Ogle 0.9.2 aus dem Jahr 2003. Auch die Offizielle Website ist inzwischen nicht mehr verfügbar.
Für Ogle existiert auch eine GTK+-basierte grafische Benutzeroberfläche namens Ogle_gui. Von den Ogle-Entwicklern stammt auch die Bibliothek libdvdread, die unter anderem von MPlayer zum Lesen von DVDs benötigt wird.